# Ernest Vandiver

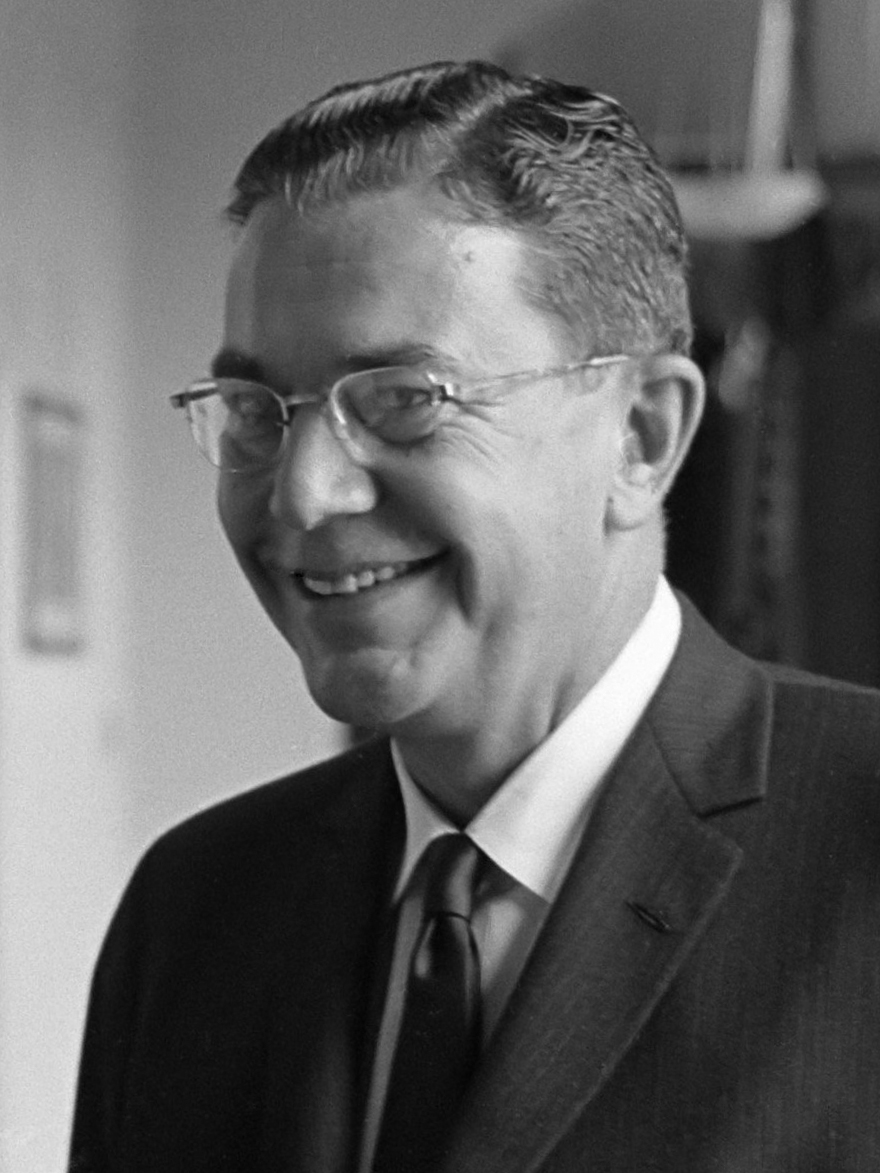
Ernest Vandiver (1962)

Samuel Ernest Vandiver Jr.  (* 3. Juli 1918 in Canon, Franklin County, Georgia; † 21. Februar 2005 in Lavonia, Georgia) war ein US-amerikanischer Politiker (Demokratische Partei) und von 1959 bis 1963 Gouverneur von Georgia.

## Jugend und politischer Aufstieg
Nach der Grund- und Hauptschule studierte Vandiver an der University of Georgia. Im Zweiten Weltkrieg war er als Bomberpilot eingesetzt. 1946 wurde er Bürgermeister von Lavonia, einer Kleinstadt in Georgia. Er unterstützte Ex-Gouverneur Eugene Talmadge und später dessen Sohn Herman Talmadge. Dieser beschaffte ihm 1948 dann auch eine Stelle in seiner Regierung. 1954 wurde er schließlich zum Vizegouverneur von Georgia gewählt. 1958 kandidierte er erfolgreich für das Amt des Gouverneurs, das unter seinem Vorgänger Marvin Griffin durch verschiedene Korruptionsaffären gelitten hatte.

## Gouverneur von Georgia
Als Gouverneur beendete er die Misswirtschaft seines Vorgängers in der Verwaltung. Obwohl er auch die Rassentrennung befürwortet hatte, gab er schnell nach, als ein Bundesgericht die Zulassung von zwei Afroamerikanern zur University of Georgia verfügt hatte. In der Folge wurden die öffentlichen Schulen nach und nach gegen starken Protest der Konservativen friedlich für alle Rassen geöffnet. Bei den Wahlen des Jahres 1962 unterlag Vandiver bereits in den Vorwahlen seinem Herausforderer Carl Sanders.

## Lebensabend und Tod
Nach seinem Ausscheiden aus dem Amt ließ er sich zunächst in Atlanta und später in Lavonia als Anwalt nieder. 1966 wollte er sich ursprünglich noch einmal um das Amt des Gouverneurs bewerben, zog aber seine Kandidatur aus gesundheitlichen Gründen zurück. Von 1976 bis 1977 war er Präsident der Vereinigung  „Independent Bankers of Georgia“. Er starb im Februar 2005 in Lavonia.